# Ida von Elsass
Ida von Elsass (* 1160/61; † 21. April 1216) war ab 1173 Gräfin von Boulogne.

## Leben
Ida war eine Tochter von Maria von Blois (* um 1136; † 1182) und Matthäus von Elsass (* um 1137; † 25. Juli 1173 in der Normandie). Ihre Großeltern mütterlicherseits waren der englische König Stephan von Blois und die Gräfin Mathilda von Boulogne. Idas Vater Matthäus, der vom englischen König Heinrich II. unterstützt wurde, erzwang die Ehe mit ihrer Mutter Maria, die als Äbtissin in der Abtei von Romsey gelebt hatte. Aus dieser Ehe gingen zwei Töchter hervor, Ida und ihre Schwester Mathilda von Elsass (* 1170; † 16. Oktober 1210). Wegen der Entführung und weil Idas Mutter Nonne gewesen war, galt die Ehe der Eltern als umstritten und wurde 1170 annulliert. Die beiden Töchter wurden aber vom Papst legitimiert.
Ida war dreimal verheiratet und hatte mindestens eine Tochter:
- ⚭ 1181 mit Graf Gerhard III. von Geldern († 1181)
- ⚭ 1183 mit Herzog Berthold IV. von Zähringen († 1186)
- ⚭ 1190 mit Graf Rainald von Dammartin († 1227)
  - Tochter Mathilde (* ca. 1200; † 1259)

Idas Vater regierte die Grafschaft Boulogne bis zu seinem Tod im Jahr 1173, dann trat Ida das Erbe an. Auf Anraten ihres Onkels Philipp von Elsass, Graf von Flandern, heiratete sie 1181 Gerhard III. von Geldern, Sohn von Heinrich I. von Geldern. Doch schon im selben Jahr verstarb Gerhard.
Zwei Jahre später heiratete Ida Berthold IV. von Zähringen. Im selben Jahr beteiligte sich Berthold am Konstanzer Frieden mit den lombardischen Städten. Er nahm am Mainzer Hoftag von 1184 teil, aber schon 1186 starb auch er.
Die Beziehung wurde auf alle Fälle zunichtegemacht, als Ida 1190 von Rainald von Dammartin nach Lothringen verschleppt wurde. Es ereilte sie also dasselbe Schicksal wie ihre Mutter. Rainald hatte auf Anraten Philipp II. August von Frankreich sogar seine erste Frau verstoßen, um Ida heiraten zu können. Die Situation wurde kompliziert, als Arnold von Guînes Nachrichten über die andauernde Liebe von Ida erhielt. Er ritt sofort zu ihrer Rettung, nur um von Freunden von Rainald in Verdun gefangen genommen und eingesperrt zu werden. Arnold wurde erst durch die Intervention von William, Erzbischof von Reims, befreit. Ida blieb mit Rainald verheiratet und brachte um 1200 eine Tochter zur Welt.
1201 verlobte Rainald seine Tochter Mathilde mit dem Sohn des Königs Philipp Hurepel, um sich so die Unterstützung des Königs gegen seine zahlreichen Feinde zu sichern. In den folgenden Jahren wurde Rainald einer der mächtigsten Herren Nordfrankreichs. Die Hochzeit von Mathilde und Philipp Hurepel fand 1216 statt, in demselben Jahr verstarb Ida.

## Quelle
- Lamberti Ardensis historia comitum Ghisnensium, hrsg. von J. Heller in MGH SS 24 (1879)

| Personendaten    | Personendaten       |
| ---------------- | ------------------- |
| NAME             | Ida von Elsass      |
| KURZBESCHREIBUNG | Gräfin von Boulogne |
| GEBURTSDATUM     | 1160 oder 1161      |
| STERBEDATUM      | 21. April 1216      |